# Carrickfergus
Carrickfergus é uma canção folk irlandesa. 
A canção foi gravada por vários artistas bem conhecidos, incluindo Declan Affley, Joan Baez, Dominic Behan, Charlotte Church, De Dannan, Joe Dassin (como Mon village du bout du monde), The Dubliners, Bryan Ferry, Brian Kennedy, Declan Galbraith, Irish Stew de Sindidun, Loreena McKennitt, Orla Fallon, Van Morrison, Bryn Terfel, Van Morrison e The Chieftains, e Ronan Keating. 
A canção é bastante lembrada pelo público em festivais folclóricos e shows, e foi tocada no funeral de John F. Kennedy, Jr. em 1999.